# Sheila Herrero
Sheila Herrero Lapuente (Zaragoza, 28 de junio de 1976) es una deportista española que fue quince veces campeona del mundo de patinaje de velocidad sobre patines en línea.
Logró 27 medallas en el Campeonato Mundial de Patinaje en Línea entre los años 1994 y 2002, y 67 medallas en el Campeonato Europeo de Patinaje en Línea entre los años 1994 y 2003.
Se retiró en octubre de 2003 a los 27 años de edad.

## Palmarés internacional
| Campeonato Mundial | Campeonato Mundial            | Campeonato Mundial | Campeonato Mundial                   |
| Año                | Lugar                         | Medalla            | Evento                               |
| ------------------ | ----------------------------- | ------------------ | ------------------------------------ |
| 1994               | Gujan-Mestras (Francia)       | Medalla de oro     | Ruta 1500 m                          |
| 1994               | Gujan-Mestras (Francia)       | Medalla de oro     | Ruta 5000 m                          |
| 1994               | Gujan-Mestras (Francia)       | Medalla de bronce  | Ruta 300 m contrarreloj              |
| 1996               | Padua (Italia)                | Medalla de oro     | Ruta 3000 m                          |
| 1997               | Mar del Plata (Argentina)     | Medalla de plata   | Pista 5000 m                         |
| 1997               | Mar del Plata (Argentina)     | Medalla de bronce  | Ruta 5000 m                          |
| 1998               | Pamplona (España)             | Medalla de oro     | Ruta 5000 m                          |
| 1998               | Pamplona (España)             | Medalla de bronce  | Pista 10 000 m                       |
| 1998               | Pamplona (España)             | Medalla de bronce  | Pista 15 000 m                       |
| 1999               | Santiago de Chile (Chile)     | Medalla de oro     | Maratón                              |
| 1999               | Santiago de Chile (Chile)     | Medalla de oro     | Pista 5000 m relevos                 |
| 1999               | Santiago de Chile (Chile)     | Medalla de oro     | Ruta 5000 m                          |
| 1999               | Santiago de Chile (Chile)     | Medalla de oro     | Ruta 10 000 m                        |
| 1999               | Santiago de Chile (Chile)     | Medalla de oro     | Ruta 15 000 m                        |
| 1999               | Santiago de Chile (Chile)     | Medalla de plata   | Pista 10 000 m                       |
| 2000               | Barrancabermeja (Colombia)    | Medalla de oro     | Ruta 15 000 m                        |
| 2000               | Barrancabermeja (Colombia)    | Medalla de plata   | Pista 5000 m                         |
| 2000               | Barrancabermeja (Colombia)    | Medalla de plata   | Ruta 10 000 m                        |
| 2000               | Barrancabermeja (Colombia)    | Medalla de bronce  | Pista 10 000 m                       |
| 2001               | Valence-d'Agen (Francia)      | Medalla de oro     | Maratón                              |
| 2001               | Valence-d'Agen (Francia)      | Medalla de oro     | Pista 10 000 m                       |
| 2001               | Valence-d'Agen (Francia)      | Medalla de oro     | Pista 15 000 m                       |
| 2001               | Valence-d'Agen (Francia)      | Medalla de oro     | Ruta 10 000 m                        |
| 2001               | Valence-d'Agen (Francia)      | Medalla de plata   | Ruta 5000 m                          |
| 2002               | Ostende (Bélgica)             | Medalla de oro     | Pista 10 000 m                       |
| 2002               | Ostende (Bélgica)             | Medalla de plata   | Pista 5000 m                         |
| 2002               | Ostende (Bélgica)             | Medalla de plata   | Pista 15 000 m                       |
| Campeonato Europeo |                               |                    |                                      |
| Año                | Lugar                         | Medalla            | Evento                               |
| 1994               | Pamplona (España)             | Medalla de plata   | Ruta 300 m contrarreloj              |
| 1995               | Praia da Vitória (Portugal)   | Medalla de oro     | Pista 3000 m                         |
| 1995               | Praia da Vitória (Portugal)   | Medalla de oro     | Pista 5000 m relevos                 |
| 1995               | Praia da Vitória (Portugal)   | Medalla de oro     | Ruta 300 m contrarreloj              |
| 1995               | Praia da Vitória (Portugal)   | Medalla de oro     | Ruta 3000 m                          |
| 1995               | Praia da Vitória (Portugal)   | Medalla de oro     | Ruta 5000 m                          |
| 1995               | Praia da Vitória (Portugal)   | Medalla de oro     | Ruta 5000 m relevos                  |
| 1995               | Praia da Vitória (Portugal)   | Medalla de oro     | Ruta 10 000 m                        |
| 1995               | Praia da Vitória (Portugal)   | Medalla de plata   | Pista 1500 m persecución por equipos |
| 1995               | Praia da Vitória (Portugal)   | Medalla de bronce  | Pista 5000 m                         |
| 1995               | Praia da Vitória (Portugal)   | Medalla de bronce  | Ruta 1500 m persecución por equipos  |
| 1996               | Lamballe (Francia)            | Medalla de oro     | Ruta 3000 m                          |
| 1996               | Lamballe (Francia)            | Medalla de oro     | Ruta 10 000 m                        |
| 1996               | Saint-Brieuc (Francia)        | Medalla de bronce  | Pista 1500 m persecución por equipos |
| 1996               | Saint-Brieuc (Francia)        | Medalla de bronce  | Pista 5000 m relevos                 |
| 1997               | Roseto degli Abruzzi (Italia) | Medalla de oro     | Pista 3000 m                         |
| 1997               | Sulmona (Italia)              | Medalla de oro     | Ruta 10 000 m                        |
| 1997               | Sulmona (Italia)              | Medalla de plata   | Ruta 3000 m                          |
| 1997               | Sulmona (Italia)              | Medalla de plata   | Ruta 5000 m relevos                  |
| 1997               | Roseto degli Abruzzi (Italia) | Medalla de plata   | Pista 5000 m relevos                 |
| 1997               | Roseto degli Abruzzi (Italia) | Medalla de bronce  | Pista 1500 m persecución por equipos |
| 1998               | Coulaines (Francia)           | Medalla de oro     | Maratón                              |
| 1998               | Coulaines (Francia)           | Medalla de oro     | Pista 3000 m                         |
| 1998               | Coulaines (Francia)           | Medalla de oro     | Pista 5000 m relevos                 |
| 1998               | Coulaines (Francia)           | Medalla de oro     | Pista 10 000 m                       |
| 1998               | Coulaines (Francia)           | Medalla de oro     | Ruta 5000 m relevos                  |
| 1998               | Coulaines (Francia)           | Medalla de oro     | Ruta 10 000 m                        |
| 1998               | Coulaines (Francia)           | Medalla de plata   | Ruta 3000 m                          |
| 1998               | Coulaines (Francia)           | Medalla de bronce  | Pista 1500 m persecución por equipos |
| 1998               | Coulaines (Francia)           | Medalla de bronce  | Ruta 5000 m                          |
| 1999               | Middelkerke (Bélgica)         | Medalla de oro     | Maratón                              |
| 1999               | Zandvoort (Bélgica)           | Medalla de oro     | Pista 3000 m                         |
| 1999               | Middelkerke (Bélgica)         | Medalla de oro     | Ruta 10 000 m                        |
| 1999               | Zandvoort (Bélgica)           | Medalla de plata   | Pista 1500 m persecución por equipos |
| 1999               | Zandvoort (Bélgica)           | Medalla de plata   | Pista 5000 m                         |
| 1999               | Zandvoort (Bélgica)           | Medalla de plata   | Pista 10 000 m                       |
| 1999               | Middelkerke (Bélgica)         | Medalla de plata   | Ruta 3000 m                          |
| 1999               | Middelkerke (Bélgica)         | Medalla de plata   | Ruta 5000 m                          |
| 1999               | Zandvoort (Bélgica)           | Medalla de bronce  | Pista 5000 m relevos                 |
| 1999               | Middelkerke (Bélgica)         | Medalla de bronce  | Ruta 5000 m relevos                  |
| 2000               | Latina (Italia)               | Medalla de oro     | Maratón                              |
| 2000               | Latina (Italia)               | Medalla de oro     | Pista 5000 m                         |
| 2000               | Latina (Italia)               | Medalla de oro     | Pista 10 000 m                       |
| 2000               | Latina (Italia)               | Medalla de oro     | Ruta 3000 m                          |
| 2000               | Latina (Italia)               | Medalla de oro     | Ruta 5000 m                          |
| 2000               | Latina (Italia)               | Medalla de plata   | Pista 3000 m                         |
| 2000               | Latina (Italia)               | Medalla de plata   | Ruta 10 000 m                        |
| 2000               | Latina (Italia)               | Medalla de bronce  | Pista 1500 m persecución por equipos |
| 2000               | Latina (Italia)               | Medalla de bronce  | Ruta 5000 m relevos                  |
| 2001               | Paços de Ferreira (Portugal)  | Medalla de oro     | Pista 1500 m                         |
| 2001               | Paços de Ferreira (Portugal)  | Medalla de oro     | Pista 5000 m                         |
| 2001               | Paços de Ferreira (Portugal)  | Medalla de oro     | Pista 10 000 m                       |
| 2001               | Paços de Ferreira (Portugal)  | Medalla de oro     | Ruta 1500 m                          |
| 2001               | Paços de Ferreira (Portugal)  | Medalla de oro     | Ruta 5000 m                          |
| 2001               | Paços de Ferreira (Portugal)  | Medalla de oro     | Ruta 10 000 m                        |
| 2001               | Paços de Ferreira (Portugal)  | Medalla de plata   | Maratón                              |
| 2001               | Paços de Ferreira (Portugal)  | Medalla de plata   | Pista 3000 m                         |
| 2001               | Paços de Ferreira (Portugal)  | Medalla de bronce  | Pista 1500 m persecución por equipos |
| 2001               | Paços de Ferreira (Portugal)  | Medalla de bronce  | Ruta 3000 m                          |
| 2002               | Valence d'Agen (Francia)      | Medalla de oro     | Pista 3000 m                         |
| 2002               | Valence d'Agen (Francia)      | Medalla de oro     | Pista 5000 m                         |
| 2002               | Valence d'Agen (Francia)      | Medalla de plata   | Pista 10 000 m                       |
| 2002               | Grenade-sur-l'Adour (Francia) | Medalla de plata   | Ruta 5000 m                          |
| 2002               | Valence d'Agen (Francia)      | Medalla de bronce  | Pista 1500 m persecución por equipos |
| 2002               | Grenade-sur-l'Adour (Francia) | Medalla de bronce  | Ruta 3000 m                          |
| 2002               | Grenade-sur-l'Adour (Francia) | Medalla de bronce  | Ruta 10 000 m                        |
| 2003               | Padua (Italia)                | Medalla de bronce  | Pista 10 000 m                       |

## Plusmarcas mundiales
| Distancia | Tiempo        | Velocidad (km/h) | Lugar                      | Fecha                   |
| --------- | ------------- | ---------------- | -------------------------- | ----------------------- |
| 5000 m    | 7:53,950 min  | 37,98            | Pamplona (España)          | 3 de septiembre de 1998 |
| 10 000 m  | 16:49,590 min | 35,66            | Barrancabermeja (Colombia) | 30 de junio de 1997     |
| 15 000 m  | 24:57,24 min  | 36,07            | Barrancabermeja (Colombia) | 2 de agosto de 2000     |
| 40 000 m  | 1:18:01,0 h   | 30,76            | Santiago de Chile (Chile)  | 3 de octubre de 1999    |

## Méritos deportivos

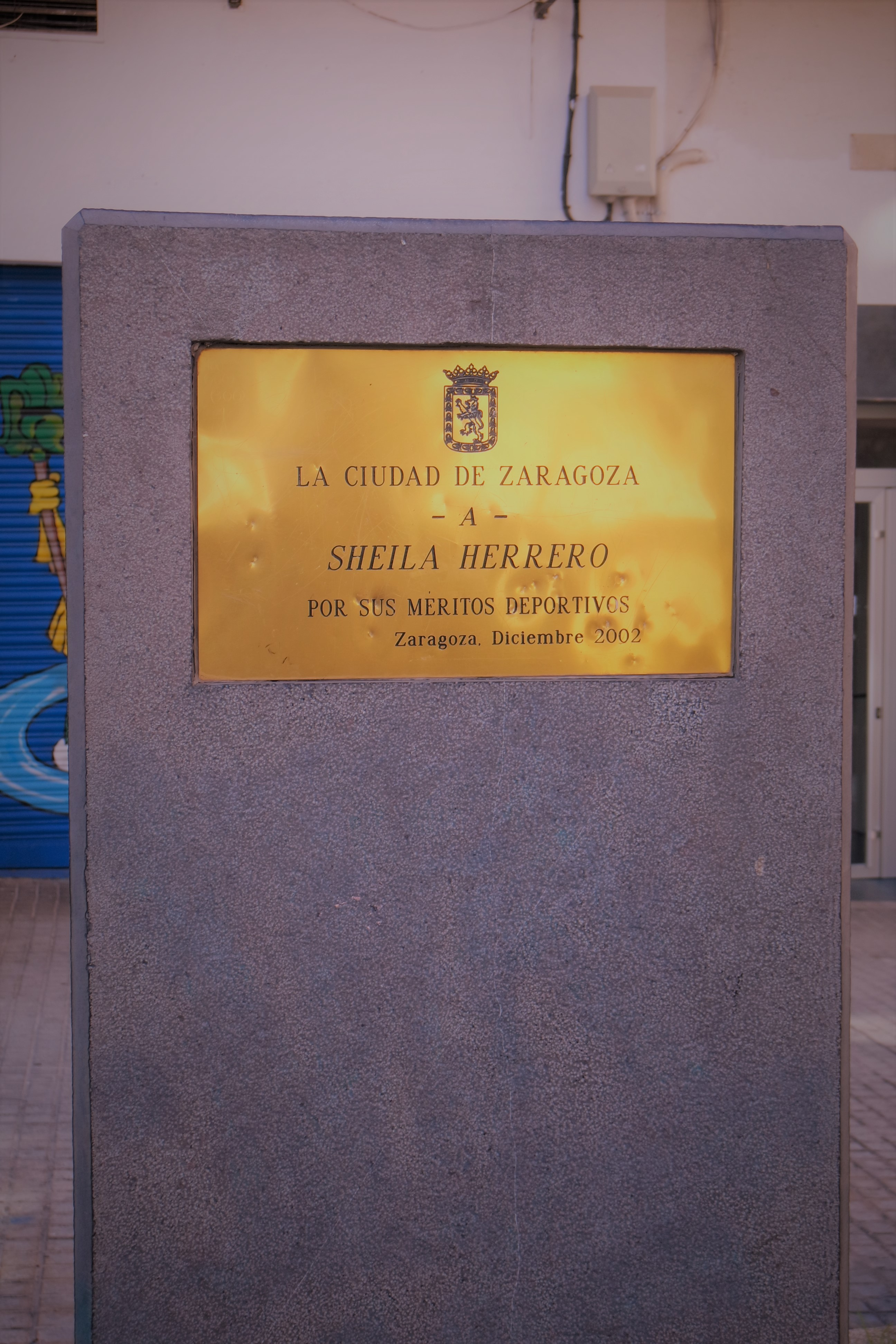
Monolito de Sheila Herrero.

Sheila cuenta con los siguientes distinciones:
- Miembro de la selección española de patinaje desde el año 1992 hasta el año 2004.
- 70 veces internacional con la selección española.
- Más de 300 competiciones disputadas en diferentes países de Europa, Asia, Australia y Estados Unidos.
- Miembro del equipo profesional italiano ROCES en Venecia del 1997 a 1999.
- Miembro del equipo profesional americano VERDUCCI del 1999 al 2002.

## Homenajes
- Título de Excma. Sra. Dª, concedido por La Casa Real Española y entregado por Sus Majestades los Reyes, en el año 1998.
- Insignia de oro y diamantes otorgada por la Real Federación Española de Patinaje.
- Diploma de grande de España concedido por el diario MARCA en diciembre de 2007
- Tiene una plaza dedicada en Zaragoza.[6]

## Premios, reconocimientos y distinciones
| Distinción                                                      | Año  |
| --------------------------------------------------------------- | ---- |
| Medalla de Oro - Real Orden del Mérito Deportivo                | 2000 |
| Medalla de Plata - Real Orden del Mérito Deportivo              | 1996 |
| Galardón                                                        | Año  |
| Premio Nacional del Deporte «Mejor deportista española del año» | 2001 |